# 裘千仞
裘千仞是香港作家金庸武俠小说作品《射鵰英雄傳》中的反派人物和《神鵰俠侶》中的角色，為金庸小說中武功絕頂的高手之一。
任江南大幫鐵掌幫幫主，外號「鐵掌水上飄」，留着花白鬍子，身材矮小，身穿黃葛短衫，右手揮著一把大蒲扇；出家後取法名「慈恩」，在《神鵰俠侶》出現時，留著一部蒼髯，身披緇衣，相貌凶惡，眼發異光。
他有一個孿生兄長裘千丈及一個妹妹「铁掌蓮花」裘千尺。
登場回數:(射)27-29,31-32,35,38-39,(神)30-32,34-35

## 相關情節

### 《射鵰英雄傳》
射鵰時裘千仞武功極強，精通鐵掌神功，在江湖上甚有名氣，武功僅略遜「天下五絕」，五絕要勝過他也非易事。武功與老頑童周伯通伯仲之間（但後來遂漸被武功大成的周超越）。因輕功卓絕而有「鐵掌水上飄」之名，輕功之高是天下除练了九阴真经的周伯通及郭靖之外當世無人能及，能以輕功和周伯通由中原至西域來回追逐一次(實被其追殺但仗着輕功絕頂得以避過)，足見其輕功卓越，連身懷上乘輕功的古墓派第三代掌門人小龍女亦暗歎修為不及(古墓派當時已被譽為輕功天下第一)，其輕功修為可見一斑。
孿生哥哥裘千丈不但不學無術，還常假冒成裘千仞到處招搖撞騙。
上官剑南临终时将铁掌帮帮主之位传给了裘千仞，裘千仞非但武功惊人，而且极有才略，数年之间，将原来一个受到重创的帮会整顿得好生兴旺，自从“铁掌歼衡山”一役将衡山派打得一蹶不振之后，铁掌帮威震整个江湖。
当年第一次「华山论剑」時，王重阳等人曾邀他参與，但裘千仞以铁掌神功尚未大成，自知非王重阳敌手，故而谢绝赴会，十余年来隐居在铁掌峰下闭门苦练，有心要在二次论剑时夺取“武功天下第一”的荣号。
他曾在第一次华山论剑之后潜入大理皇宫，将「老頑童」周伯通與當時的刘贵妃瑛姑的私生儿子打的奄奄一息，只为让当时的「南帝」段智兴为救人大耗内力，让他无法在第二次华山论剑中与自己为敌。
裘千仞出场甚晚，一直到丐帮君山大会上才正式露面，之前他的骗子哥哥裘千丈倒是非常活跃，时不常地冒充他而博君一笑：“这老骗子又出来了”，連黄蓉也一直认为裘千仞是个欺世盗名的大骗子，结果在铁掌峰上吃了大亏，被裘千仞以鐵掌打至重傷差点丧命，幸得一燈大師以一陽指所救才得而保命。 
由于裘千仞武功极为高强，铁掌帮在江湖上有一定的势力，再加上铁掌峰中藏有《武穆遗书》，裘千仞等又肯助纣为虐，因此，裘千仞和铁掌帮也就成了大金国六王爷，當時的赵王完颜洪烈拉拢的重要对象。裘千仞也曾经一度投靠于完颜洪烈麾下，为其效力。
在青龙滩船上使出「铁掌」和郭靖的「降龙十八掌」展開激烈交戰，其「铁掌」威猛虽不及「降龙十八掌」，可是掌法精奇巧妙，犹在「降龙十八掌」之上；無意中被瑛姑从他得意的笑声中认出他就是杀子凶手，便势如疯虎般要抱他拼个同归于尽，裘千仞最後跳水逃去。
后来在华山绝顶，第二次「华山论剑」時这一幕又再重演，这给了裘千仞以极大的打击，加上被「北丐」洪七公狠狠訓斥一頓後，后来终于开始忏悔，拜入一燈大師门下出家，法号「慈恩」，铁掌帮自此一蹶不振，最后解散。

### 《神鵰俠侶》
當日在華山絕頂頓悟前非，皈依一燈大師座下為僧，裘千仞受剃度後法名「慈恩」，誠心皈佛，努力修為，只是往日作孽太多，心中惡根難以盡除，遇到外誘極強之際，不免出手傷人，因此打造了兩付鐵銬，每當心中煩躁，便自銬手足，以制惡行。
約二十年後，裘千仞中了丐幫四大長老之一彭長老奸計誤開殺戒，引致瘋病發作，大開殺戒，於是一記「鐵掌」震死彭長老，被襲擊的一燈大師只防守而不願還擊，希望能點化裘千仞，結果被他的「鐵掌」所傷，幸得《神鵰俠侶》男主角楊過全力使出「玄鐡劍法」才能勉勉強強制伏年老衰邁的裘千仞「鐵掌」，並得楊過相勸，方能保了一燈大師的性命。
其後，裘千仞到絕情谷救師叔天竺神僧和師弟朱子柳，后在绝情谷中遇到怨毒的妹妹裘千尺，一时迷茫，几乎要杀了尚在襁褓中的郭襄，黄蓉情急之下，模仿瑛姑的疯状，再一次刺激了裘千仞，使他终于大彻大悟。
在差不多十六年之後，與「金輪國師」大戰一日一夜，被「龍象般若功」力所傷，一灯大师带着他到瑛姑居处请求原谅，在杨过的帮助下，终于求得瑛姑的原谅，然后方安心圆寂。

## 武功
鐵掌功
铁掌帮开山建帮，数百年来扬威中原，靠的就是这套掌法，手掌中隱隱約約有一股黑氣，打擊時鏗鏘似金屬之音，掌法精奇巧妙，凌厲至極。
阴阳归一
鐵掌功十三绝招之一，左掌在右掌上一拍，右掌斜飞而出，直击對手小腹，最是猛恶无比。

## 影視形象

### 劇集
《射鵰英雄傳》：
- 黃國良：香港佳藝電視《射鵰英雄傳》（1976年）
- 石堅：香港無綫電視《射鵰英雄傳》（1983年）
- 朱鐵和：香港無綫電視《射鵰英雄傳之九陰真經》（1993年）
- 洪朝豐：香港無綫電視《射鵰英雄傳》（1994年）
- 李彧：中國慈文影視《射鵰英雄傳》（2003年）
- 王建國：上海唐人公司《射鵰英雄傳》（2008年）
- 蔣一銘：中國華策影視、完美影視聯合出品《射鵰英雄傳》（2017年）
- 趙健：《金庸武侠世界》（2024年）

《神鵰俠侶》：
- 黃國良：香港佳藝電視《神鵰俠侶》（1976年）
- 石堅：香港無綫電視《神鵰俠侶》（1983年）
- 鄭雷：香港無綫電視《神鵰俠侶》（1995年）
- 葉世品: 新加坡電視機構 《神鵰俠侶》（1998年）
- 呂士剛：中國中央電視台《神鵰俠侶》（2006年）
- 李世鹏：中國華夏視聽、於正工作室聯合出品《神鵰俠侶》（2014年）
- 王大宇：中國芒果娛樂、盛夏星空傳媒聯合出品《新神鵰俠侶》（待播）

### 電影
- 羅莽：《射鵰英雄傳續集》（1978年）、《射鵰英雄傳第三集》（1981年），邵氏公司

1. ↑  https://www.51shucheng.net/zh-tw/wuxia/shendiaoxialv/1094.html襄陽鏖兵